# 리프트 라이벌즈 2018
리프트 라이벌즈 2018(Rift Rivals 2018)은 라이엇 게임즈가 주최하는 리그 오브 레전드 지역 대항전으로서 전 세계에서 총 5개 지역으로 나누어 펼친다. 각 지역 대회에는 스프링 시즌의 상위 2~4개팀이 출전하였다.

## 참가팀
2018 스프링 시즌 성적 기준으로 2~4팀이 출전한다.
- 레드 리프트

| 팀                | 지역                 | 자격                                                |
| ----------------- | -------------------- | --------------------------------------------------- |
| 킹존 드래곤 X     | 대한민국 LCK         | 리그 오브 레전드 챔피언스 코리아 2018 스프링 우승   |
| 아프리카 프릭스   | 대한민국 LCK         | 리그 오브 레전드 챔피언스 코리아 2018 스프링 준우승 |
| kt 롤스터         | 대한민국 LCK         | 리그 오브 레전드 챔피언스 코리아 2018 스프링 3위    |
| SK 텔레콤 T1      | 대한민국 LCK         | 리그 오브 레전드 챔피언스 코리아 2018 스프링 4위    |
| 로열 네버 기브 업 | 중국 LPL             | 리그 오브 레전드 프로리그 2018 스프링 우승          |
| 에드워드 게이밍   | 중국 LPL             | 리그 오브 레전드 프로리그 2018 스프링 준우승        |
| 로그 워리어즈     | 중국 LPL             | 리그 오브 레전드 프로리그 2018 스프링 3위           |
| 인빅터스 게이밍   | 중국 LPL             | 리그 오브 레전드 프로리그 2018 스프링 4위           |
| 플래시 울브즈     | 대만·홍콩·마카오 LMS | 리그 오브 레전드 마스터 시리즈 2018 스프링 우승     |
| G-Rex             | 대만·홍콩·마카오 LMS | 리그 오브 레전드 마스터 시리즈 2018 스프링 준우승   |
| 매드 팀           | 대만·홍콩·마카오 LMS | 리그 오브 레전드 마스터 시리즈 2018 스프링 3위      |
| Machi e스포츠     | 대만·홍콩·마카오 LMS | 리그 오브 레전드 마스터 시리즈 2018 스프링 4위      |

- 블루 리프트

| 팀         | 지역              | 자격                                                           |
| ---------- | ----------------- | -------------------------------------------------------------- |
| 프나틱     | 유럽 LCS EU       | 리그 오브 레전드 챔피언십 시리즈 유럽 2018 스프링 우승         |
| G2 e스포츠 | 유럽 LCS EU       | 리그 오브 레전드 챔피언십 시리즈 유럽 2018 스프링 준우승       |
| 스플라이스 | 유럽 LCS EU       | 리그 오브 레전드 챔피언십 시리즈 유럽 2018 스프링 3위          |
| 팀 리퀴드  | 북아메리카 LCS NA | 리그 오브 레전드 챔피언십 시리즈 북아메리카 2018 스프링 우승   |
| 100 씨브스 | 북아메리카 LCS NA | 리그 오브 레전드 챔피언십 시리즈 북아메리카 2018 스프링 준우승 |
| 에코 폭스  | 북아메리카 LCS NA | 리그 오브 레전드 챔피언십 시리즈 북아메리카 2018 스프링 3위    |

- 그린 리프트

| 팀                   | 지역             | 자격                                              |
| -------------------- | ---------------- | ------------------------------------------------- |
| EVOS e스포츠         | 베트남 VCS       | 베트남 챔피언십 시리즈 2018 스프링 우승           |
| 기가바이트 마린즈    | 베트남 VCS       | 베트남 챔피언십 시리즈 2018 스프링 준우승         |
| 얼티밋►바이킹 게이밍 | 베트남 VCS       | 베트남 챔피언십 시리즈 2018 스프링 3위            |
| 슈퍼매시브 e스포츠   | 터키 TCL         | 터키 챔피언스 리그 2018 윈터 우승                 |
| 로열 밴디츠          | 터키 TCL         | 터키 챔피언스 리그 2018 윈터 준우승               |
| 유스크루 e스포츠     | 터키 TCL         | 터키 챔피언스 리그 2018 윈터 3위                  |
| 갬빗 게이밍          | 독립국가연합 LCL | 리그 오브 레전드 컨티넨탈 리그 2018 스프링 우승   |
| RoX                  | 독립국가연합 LCL | 리그 오브 레전드 컨티넨탈 리그 2018 스프링 준우승 |
| 팀 저스트            | 독립국가연합 LCL | 리그 오브 레전드 컨티넨탈 리그 2018 스프링 3위    |

- 옐로 리프트

| 팀                   | 지역                  | 자격                                                          |
| -------------------- | --------------------- | ------------------------------------------------------------- |
| 카붐! e스포츠        | 브라질 CBLOL          | 리그 오브 레전드 브라질 리그 2018 스테이지 1 우승             |
| 비보 키즈            | 브라질 CBLOL          | 리그 오브 레전드 브라질 리그 2018 스테이지 1 준우승           |
| 레인보우7            | 라틴아메리카 북부 LLN | 리그 오브 레전드 라틴아메리카 북부 리그 2018 오프닝 컵 우승   |
| 인피니티 e스포츠 CR  | 라틴아메리카 북부 LLN | 리그 오브 레전드 라틴아메리카 북부 리그 2018 오프닝 컵 준우승 |
| 카오스 라틴 게이머즈 | 라틴아메리카 남부 CLS | 리그 오브 레전드 라틴아메리카 남부 리그 2018 오프닝 컵 우승   |
| 리버스 e스포츠       | 라틴아메리카 남부 CLS | 리그 오브 레전드 라틴아메리카 남부 리그 2018 오프닝 컵 준우승 |

- 퍼플 리프트

| 팀                   | 지역           | 자격                                          |
| -------------------- | -------------- | --------------------------------------------- |
| 어센션 게이밍        | 동남아시아 GPL | 가레나 프리미어 리그 2018 스프링 우승         |
| 쿠알라룸푸르 헌터즈  | 동남아시아 GPL | 가레나 프리미어 리그 2018 스프링 준우승       |
| 미네스키             | 동남아시아 GPL | 가레나 프리미어 리그 2018 스프링 3위          |
| 다이어 울브즈        | 오세아니아 OPL | 오세아니아 프로리그 2018 스플릿 1 우승        |
| 치프스 e스포츠 클럽  | 오세아니아 OPL | 오세아니아 프로리그 2018 스플릿 1 준우승      |
| 레거시 e스포츠       | 오세아니아 OPL | 오세아니아 프로리그 2018 스플릿 1 3위         |
| 펜타그램             | 일본 LJL       | 리그 오브 레전드 일본 리그 2018 스프링 우승   |
| 데토네이션 포커스미  | 일본 LJL       | 리그 오브 레전드 일본 리그 2018 스프링 준우승 |
| 언솔드 스터프 게이밍 | 일본 LJL       | 리그 오브 레전드 일본 리그 2018 스프링 3위    |

## 경기 결과
- 리프트 라이벌즈 2018 - LCK/LPL/LMS

- 리프트 라이벌즈 2018 - LCS EU/LCS NA

- 리프트 라이벌즈 2018 - VCS/TCL/LCL

- 리프트 라이벌즈 2018 - CBLOL/CLS/LLN

- 리프트 라이벌즈 2018 - GPL/OPL/LJL